# Jean Leclerq
Jean Leclerq (Avesnes, Flandes, 31 de gener de 1911 - Clervaux, 27 d'octubre de 1993) va ser un monjo, historiador, medievalista, teòleg, professor universitari i escriptor francès.
Monjo benedictí de Clervaux (Luxemburg) des del 1928, interessat primerament per l'eclesiologia medieval, estudià després la literatura i l'espiritualitat monàstiques de l'edat mitjana. Després de complir el servei militar que li exigia la República francesa (1932-1933), es va traslladar a Roma on va estudiar teologia a l'Ateneu Pontifici Anselmià (1933-1937), amb famosos professors benedictins, ordenant-se sacerdot el 1936. Després, es traslladà a París per ampliar estudis de teologia a l'Institut Catòlic i s'especialitzà en paleografia a l'Escola de Chartres i en l'École pratique des hautes études. Al Col·legi de França, va poder assistir als cursos d'Étienne Gilson, pel qui va sentir des de llavors una enorme admiració i va gaudir de la seva confiança. I també va conèixer a Jacques Maritain, de què va aprendre molt. El 1948 emprengué l'edició crítica de les obres de Bernat de Claravall, que es publicaren en set volums entre els anys 1957 i 1977. A partir de la seva obra L'amour des lettres et le désir de Dieu. Introduction aux auteurs monastiques du Moyen Âge (1957) desenvolupà repetidament el que anomenà “teologia monàstica”, expressió que vol caracteritzar un tipus de teologia sapiencial, en la qual, sense preocupacions científiques, l'Escriptura és el suport permanent d'una reflexió interior i d'una elevació contemplativa. Des de la seva fundació (1958), formà part del consell de redacció de la revista Studia Monastica de l'abadia de Montserrat. També fou professor a la Universitat Gregoriana de Roma.